# Callogorgia similis
Callogorgia similis is een zachte koraalsoort uit de familie Primnoidae. De koraalsoort komt uit het geslacht Callogorgia. Callogorgia similis werd in 1906 voor het eerst wetenschappelijk beschreven door Versluys. 